# Championnat du monde moins de 18 ans de hockey sur glace 2001
Navigation
Édition précédente Édition suivante
Le Championnat du monde moins de 18 ans de hockey sur glace 2001 se déroule à Heinola, Helsinki et Lahti en Finlande du 12 au 22 avril 2001. La Russie remporte l'or devant la Suisse et la Finlande.

## Division élite

### Tour préliminaire
Pour les significations des abréviations, voir Statistiques du hockey sur glace.

#### Groupe A
- 12 avril : Ukraine 2-6 Suisse
- 12 avril : Slovaquie 0-3 Finlande
- 13 avril : États-Unis 11-0 Ukraine
- 14 avril : Suisse 5-2 Slovaquie
- 14 avril : Finlande 4-3 États-Unis
- 15 avril : Ukraine 0-7 Finlande
- 16 avril : Suisse 1-3 États-Unis
- 16 avril : Slovaquie 10-1 Ukraine
- 17 avril : États-Unis 6-2 Slovaquie
- 17 avril : Finlande 3-0 Suisse

| Équipe     | PJ | V | D | N | BP | BC | PTS |
| ---------- | -- | - | - | - | -- | -- | --- |
| Finlande   | 4  | 4 | 0 | 0 | 17 | 3  | 8   |
| États-Unis | 4  | 3 | 1 | 0 | 23 | 7  | 6   |
| Suisse     | 4  | 2 | 2 | 0 | 12 | 10 | 4   |
| Slovaquie  | 4  | 1 | 3 | 0 | 14 | 15 | 2   |
| Ukraine    | 4  | 0 | 4 | 0 | 3  | 34 | 0   |

#### Groupe B
- 12 avril : République tchèque 3-8 Russie
- 12 avril : Norvège 3-4 Suède
- 13 avril : Allemagne 2-2 Norvège
- 14 avril : Suède 1-2 République tchèque
- 14 avril : Russie 8-3 Germany
- 15 avril : Norvège 1-10 Russie
- 16 avril : Suède 1-2 Allemagne
- 16 avril : République tchèque 7-2 Norvège
- 17 avril : Russie 3-4 Suède
- 17 avril : Allemagne 3-1 République tchèque

| Équipe    | PJ | V | D | N | BP | BC | PTS |
| --------- | -- | - | - | - | -- | -- | --- |
| Russie    | 4  | 3 | 1 | 0 | 29 | 11 | 6   |
| Allemagne | 4  | 2 | 1 | 1 | 10 | 12 | 5   |
| Tchéquie  | 4  | 2 | 2 | 0 | 13 | 14 | 4   |
| Suède     | 4  | 2 | 2 | 0 | 10 | 10 | 4   |
| Norvège   | 4  | 0 | 3 | 1 | 8  | 23 | 1   |

### Tour de relégation
- 12 avril : Norvège 3-4 Suède
- 16 avril : Slovaquie 10-1 Ukraine
- 19 avril : Slovaquie 4-4 Norvège
- 19 avril : Suède 9-4 Ukraine
- 20 avril : Suède 5-1 Slovaquie
- 20 avril : Norvège 5-2 Ukraine

| Équipe    | PJ | V | D | N | BP | BC | PTS |
| --------- | -- | - | - | - | -- | -- | --- |
| Suède     | 3  | 3 | 0 | 0 | 18 | 8  | 6   |
| Slovaquie | 3  | 1 | 1 | 1 | 15 | 10 | 3   |
| Norvège   | 3  | 1 | 1 | 1 | 12 | 10 | 3   |
| Ukraine   | 3  | 0 | 3 | 0 | 7  | 24 | 0   |

### Tour final

#### Matchs de barrage
- 21 avril : Allemagne 1-7 Suisse (0-2, 1-1, 0-4)
- 21 avril : États-Unis 4-5 République tchèque (3-1, 0-1, 1-2, 0-0, 0-1)

#### Demi-finales
- 22 avril : Russie 8-3 République tchèque (2-0, 4-0, 2-3)
- 22 avril : Suisse 4-2 Finlande (0-2, 4-0, 0-0)

#### Match pour la cinquième place
- 24 avril : États-Unis 1-2 Allemagne (1-0, 0-2, 0-0)

#### Petite finale
- 24 avril : Finlande 2-1 République tchèque (1-0, 1-1, 0-0)

#### Finale
- 24 avril : Russie 6-2 Suisse (2-1, 2-0, 2-1)

### Classement final
| Classement | Équipe     |
| ---------- | ---------- |
| Or         | Russie     |
| Argent     | Suisse     |
| Bronze     | Finlande   |
| 4          | Tchéquie   |
| 5          | Allemagne  |
| 6          | États-Unis |
| 7          | Suède      |
| 8          | Slovaquie  |
| 9          | Norvège    |
| 10         | Ukraine    |

L'Ukraine est reléguée en division 1 pour l'édition 2002.

## Division 1
La division 1 se déroule à Riga et Liepaja en Lettonie du 26 mars au 1er avril 2001.

### Tour préliminaire

#### Groupe A
- 26 mars : Biélorussie 9-1 Corée du Nord
- 26 mars : Japon 4-2 Danemark
- 27 mars : Japon 11-2 Corée du Nord
- 27 mars : Danemark 5-11 Biélorussie
- 29 mars : Corée du Nord 4-5 Danemark
- 29 mars : Biélorussie 3-2 Japon

| Équipe        | PJ | V | D | N | BP | BC | PTS |
| ------------- | -- | - | - | - | -- | -- | --- |
| Biélorussie   | 3  | 3 | 0 | 0 | 23 | 8  | 6   |
| Japon         | 3  | 2 | 1 | 0 | 17 | 7  | 4   |
| Danemark      | 3  | 1 | 2 | 0 | 12 | 19 | 2   |
| Corée du Nord | 3  | 0 | 3 | 0 | 7  | 25 | 0   |

#### Groupe B
- 26 mars : Autriche 5-3 Kazakhstan
- 26 mars : Lettonie 8-1 Italie
- 28 mars : Italie 2-2 Autriche
- 28 mars : Lettonie 5-5 Kazakhstan
- 29 mars : Kazakhstan 4-0 Italie
- 29 mars : Autriche 3-0 Lettonie

| Équipe     | PJ | V | D | N | BP | BC | PTS |
| ---------- | -- | - | - | - | -- | -- | --- |
| Autriche   | 3  | 2 | 0 | 1 | 10 | 5  | 5   |
| Lettonie   | 3  | 1 | 1 | 1 | 13 | 9  | 3   |
| Kazakhstan | 3  | 1 | 1 | 1 | 12 | 10 | 3   |
| Italie     | 3  | 0 | 2 | 1 | 3  | 14 | 1   |

### Tour d'accession
- 29 mars : Biélorussie 3-2 Japon
- 29 mars : Autriche 3-0 Lettonie
- 31 mars : Autriche 3-3 Japon
- 31 mars : Biélorussie 7-3 Lettonie
- 1er avril : Biélorussie 4-4 Autriche
- 1er avril : Japon 5-2 Lettonie

| Équipe      | PJ | V | D | N | BP | BC | PTS |
| ----------- | -- | - | - | - | -- | -- | --- |
| Biélorussie | 3  | 2 | 0 | 1 | 14 | 9  | 5   |
| Autriche    | 3  | 1 | 0 | 2 | 10 | 7  | 4   |
| Japon       | 3  | 1 | 1 | 1 | 10 | 8  | 3   |
| Lettonie    | 3  | 0 | 3 | 0 | 5  | 15 | 0   |

### Tour de relégation
- 29 mars : Corée du Nord 4-5 Danemark
- 29 mars : Kazakhstan 4-0 Italie
- 31 mars : Kazakhstan 12-2 Corée du Nord
- 31 mars : Danemark 5-6 Italie
- 1er avril : Kazakhstan 8-2 Danemark
- 1er avril : Italie 5-3 Corée du Nord

| Équipe        | PJ | V | D | N | BP | BC | Pts |
| ------------- | -- | - | - | - | -- | -- | --- |
| Kazakhstan    | 3  | 3 | 0 | 0 | 24 | 4  | 6   |
| Italie        | 3  | 2 | 1 | 0 | 11 | 12 | 4   |
| Danemark      | 3  | 1 | 2 | 0 | 12 | 18 | 2   |
| Corée du Nord | 3  | 0 | 3 | 0 | 9  | 22 | 0   |

### Classement final
| Rk.    | Team          |
| ------ | ------------- |
| Or     | Biélorussie   |
| Argent | Autriche      |
| Bronze | Japon         |
| 4      | Lettonie      |
| 5      | Kazakhstan    |
| 6      | Italie        |
| 7      | Danemark      |
| 8      | Corée du Nord |

- La Biélorussie accède à la division élite et la Corée du Nord est reléguée en division 2 pour l'édition 2002.

## Division 2
La division 2 Europe se déroule à Elektrenai et Kaunas en Lituanie du 27 au 31 mars 2001.

### Tour préliminaire

#### Groupe A
- 27 mars : Slovénie 10-1 Hongrie
- 27 mars : Pologne 10-1 Croatie
- 28 mars : Slovénie 11-0 Croatie
- 28 mars : Hongrie 0-13 Pologne
- 30 mars : Croatie 7-6 Hongrie
- 30 mars : Pologne 1-10 Slovénie

| Équipe   | PJ | V | D | N | BP | BC | PTS |
| -------- | -- | - | - | - | -- | -- | --- |
| Slovénie | 3  | 3 | 0 | 0 | 31 | 2  | 6   |
| Pologne  | 3  | 2 | 1 | 0 | 24 | 11 | 4   |
| Croatie  | 3  | 1 | 2 | 0 | 8  | 27 | 2   |
| Hongrie  | 3  | 0 | 3 | 0 | 7  | 30 | 0   |

#### Groupe B
- 27 mars : Estonie 6-2 Grande-Bretagne
- 27 mars : France 8-0 Lituanie
- 28 mars : Grande-Bretagne 0-9 France
- 28 mars : Estonie 6-2 Lituanie
- 30 mars : France 4-4 Estonie
- 30 mars : Lituanie 3-8 Grande-Bretagne

| Équipe          | PJ | V | D | N | BP | BC | PTS |
| --------------- | -- | - | - | - | -- | -- | --- |
| France          | 3  | 2 | 0 | 1 | 21 | 4  | 5   |
| Estonie         | 3  | 2 | 0 | 1 | 16 | 8  | 5   |
| Grande-Bretagne | 3  | 1 | 2 | 0 | 10 | 18 | 2   |
| Lituanie        | 3  | 0 | 3 | 0 | 5  | 22 | 0   |

### Matchs de classement
- 7e place : Estonie 2-4 Pologne
- 5e place : Lituanie 1-11 Hongrie
- 3e place : Grande-Bretagne 5-4 Croatie
- 1re place : France 2-5 Slovénie

### Classement final
| Classement | Équipe          |
| ---------- | --------------- |
| Or         | Slovénie        |
| Argent     | France          |
| Bronze     | Grande-Bretagne |
| 4          | Croatie         |
| 5          | Hongrie         |
| 6          | Lituanie        |
| 7          | Pologne         |
| 8          | Estonie         |

L'Estonie est reléguée en division 3 et la Slovénie est promue en division 1 pour l'édition 2002.

## Division 3
La division 3 se déroule à Sofia en Bulgarie du 7 au 11 mars 2001.

### Tour préliminaire

#### Groupe A
- 7 mars : Roumanie 10-0 Afrique du Sud
- 7 mars : Yougoslavie 1-4 Belgique
- 8 mars : Yougoslavie 3-4
- 8 mars : Belgique 2-5 Roumanie
- 10 mars : Afrique du Sud 3-2 Belgique
- 10 mars : Roumanie 1-0 Yougoslavie

| Équipe         | PJ | V | D | N | BP | BC | Pts |
| -------------- | -- | - | - | - | -- | -- | --- |
| Roumanie       | 3  | 3 | 0 | 0 | 16 | 2  | 6   |
| Afrique du Sud | 3  | 2 | 1 | 0 | 7  | 15 | 4   |
| Belgique       | 3  | 1 | 2 | 0 | 8  | 9  | 2   |
| Yougoslavie    | 3  | 0 | 3 | 0 | 4  | 9  | 0   |

#### Groupe B
- 7 mars : Pays-Bas 10-2 Israël
- 7 mars : Espagne 13-2 Bulgarie
- 8 mars : Pays-Bas 14-1 Bulgarie
- 8 mars : Israël 3-6 Espagne
- 10 mars : Bulgarie 2-0 Israël
- 10 mars : Espagne 0-11 Pays-Bas

| Équipe   | PJ | V | D | N | BP | BC | Pts |
| -------- | -- | - | - | - | -- | -- | --- |
| Pays-Bas | 3  | 3 | 0 | 0 | 35 | 3  | 6   |
| Espagne  | 3  | 2 | 1 | 0 | 19 | 16 | 4   |
| Bulgarie | 3  | 1 | 2 | 0 | 5  | 27 | 2   |
| Israël   | 3  | 0 | 3 | 0 | 5  | 18 | 0   |

### Matchs de classement
- 7e place : Yougoslavie 7-6 Israël
- 5e place : Belgique 11-3 Bulgarie
- 3e place : Afrique du Sud 1-8 Espagne
- 1re place : Roumanie 3-4 Pays-Bas

### Classement final
| Classement | Équipe         |
| ---------- | -------------- |
| Or         | Pays-Bas       |
| Argent     | Roumanie       |
| Bronze     | Espagne        |
| 4          | Afrique du Sud |
| 5          | Belgique       |
| 6          | Bulgarie       |
| 7          | Yougoslavie    |
| 8          | Israël         |

Les Pays-Bas sont promus en division 2 et Israël disputera les qualifications pour l'édition 2002.

### Qualifications pour la division 3
- 27 avril : Islande 4-5 Turquie

La Turquie est promue dans la division 3 pour l'édition 2002.

## Division 1 Océanie
La division 1 Océanie se déroule à Séoul en Corée du 8 au 11 mars 2001.

### Résultats
- 8 mars : Nouvelle-Zélande 1-22 Corée
- 8 mars : Chine 2-2 Australie
- 9 mars : Chine 22-0 Nouvelle-Zélande
- 9 mars : Corée 11-1 Australie
- 11 mars : Corée 6-2 Chine
- 11 mars : Australie 8-3 Nouvelle-Zélande

### Classement final
| Classement | Équipe           |
| ---------- | ---------------- |
| Or         | Corée du Sud     |
| Argent     | Chine            |
| Bronze     | Australie        |
| 4          | Nouvelle-Zélande |

La Nouvelle-Zélande est reléguée en division 2 Océanie l'édition 2002.

### Qualification pour la division 1

#### Matches
- 9 mars : Mongolie 10-3 Chinese Taipei
- 10 mars : Thaïlande 1-12 Mongolie
- 11 mars : Chinese Taipei 3-1 Thaïlande

#### Classement final
| Classement | Équipe         |
| ---------- | -------------- |
| Or         | Mongolie       |
| Argent     | Taipei chinois |
| Bronze     | Thaïlande      |

La Mongolie est promue en division 1 Océanie pour l'édition 2002.